# Die zertanzten Schuhe

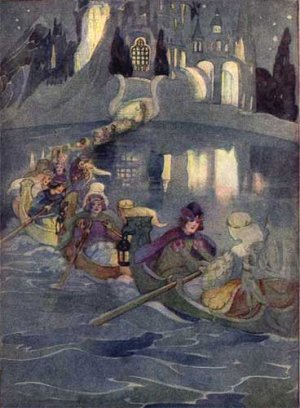
Illustration von Arthur Rackham

Die zertanzten Schuhe ist ein Zaubermärchen (ATU 306). Es steht in den Kinder- und Hausmärchen der Brüder Grimm an Stelle 133 (KHM 133). Zudem ist es auch im dänischen und rumänischen Sprachraum bekannt.

## Inhalt

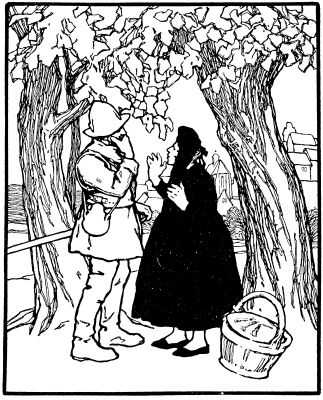
Illustration von Otto Ubbelohde, 1909

Die zwölf Töchter des Königs haben morgens immer zertanzte Schuhe. Der König will herausfinden, wo sie nachts heimlich tanzen. Wer es herausfindet, soll sich eine davon zur Frau nehmen dürfen. Hat er es aber nach drei Nächten nicht herausgefunden, muss er sterben. Obwohl sich einige Freier melden, scheitern alle daran, das Geheimnis zu lüften, da sie in der Nacht einschlafen. Schließlich meldet sich ein armer, verwundeter Soldat, der von einer alten Frau den Rat erhalten hat, einen Tarnmantel zu verwenden und den Abendtrunk nicht zu trinken, den die älteste Tochter bringt. So gelingt es ihm, den Töchtern dreimal unbemerkt auf ihrem geheimen Weg in ein unterirdisches Schloss zu folgen. Dort tanzen sie mit zwölf verwunschenen Prinzen, um sie zu erlösen. Er nimmt jedes Mal ein Beweisstück mit. So gibt ihm der König nach drei Tagen auf seinen Wunsch hin die älteste Tochter zur Frau. Die zwölf Prinzen werden wieder verwünscht.

## Herkunft

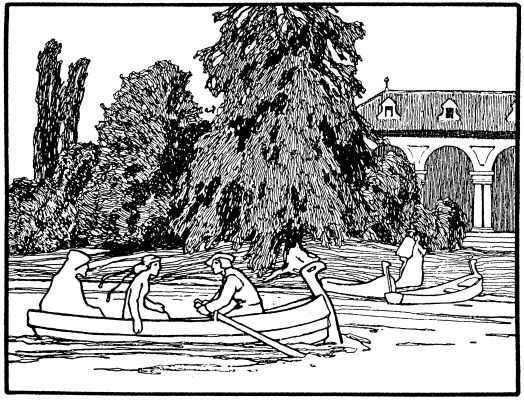
Illustration von Otto Ubbelohde, 1909

Das Zaubermärchen steht ab dem zweiten Teil der 1. Auflage von 1815 (da Nr. 47) an Stelle 133 nach Jenny von Droste zu Hülshoff. Später wurde wenig verändert: Ab der 2. Auflage gießt der Soldat den Wein unters Kinn in einen Schwamm. Er „zauderte nicht lange“ (so ab der 3. Auflage). Die Abstiegsszene wurde zur 6. Auflage geglättet, die Falltür wird einfach zur Öffnung, er hat alles mit angesehen. Hinzu kommen kleine sprachliche Kniffe: Dem Freier fällt „wie Blei auf die Augen“, „da ward ihm sein Haupt ohne Barmherzigkeit abgeschlagen.“ Der Soldat sagt der Alten seinen Wunsch erst „im Scherz“ – ehe ihm Ernst wird und er sich „ein Herz faßte“ (vgl. KHM 60, 86, 119, 127, 43a, 191a). Der silberne Zweig aus der Unterwelt ist wie in der Hadesszene in Vergils Aeneis. Die Handlung ähnelt Verde Prato in Giambattista Basiles Pentameron II,2.
Grimms Anmerkung vermerkt „Aus dem Münsterland“ (von Jenny von Droste zu Hülshoff) und erzählt eine paderbörnische Variante (von Familie von Haxthausen) nach, der auch der Schwamm unter dem Kinn des Soldaten entstammt: Er soll herausfinden, wie die Schuhe der drei Königstöchter jede Nacht kaputtgehen. Vor ihm wurden schon zwölf aufgehängt, die es vergeblich versuchten. Er folgt den Töchtern durch den Gang zu einem See, durch den drei Riesen sie zu einem kupfernen Schloss tragen. Der Soldat nimmt einem Löwen und einem Fuchs einen Mantel und Schuhe ab, um die sie sich streiten, womit er sich ins Schloss wünscht. Dort setzt er sich neben die Älteste und isst ihr alles vor dem Mund weg. Die zweite und dritte Nacht ist es ein silbernes bzw. goldenes Schloss und er setzt sich neben die Mittlere bzw. die Jüngste, die er schließlich auch vom König zur Frau erhält. In einer dritten „aus Hessen“ zertanzt die Königstochter jede Nacht zwölf Paar Schuhe. Der jüngste der zwölf Gesellen, die sie täglich bringen, versteckt sich unter dem Bett. Er sieht die Königstochter mit elf anderen durch eine Falltür steigen, in einem Kahn zu zwölf Gärten fahren und in einem Schloss mit zwölf Königssöhnen tanzen. Morgens will eine nicht aufstehen, bis ihr eben der Gesell Schuhe bringt, den sie heiratet. Zum Streit um die drei Wundergaben vergleichen sie KHM 92 Der König vom goldenen Berg (zu ergänzen wären KHM 93, 122, 193, 197), zur Todesstrafe bei misslungener Rätsellösung KHM 22 Das Rätsel und KHM 134 Die sechs Diener (Zu ergänzen wäre KHM 191). Man kenne das Märchen auch in Polen, ungarisch bei Stier „S. 51.“

## Interpretation

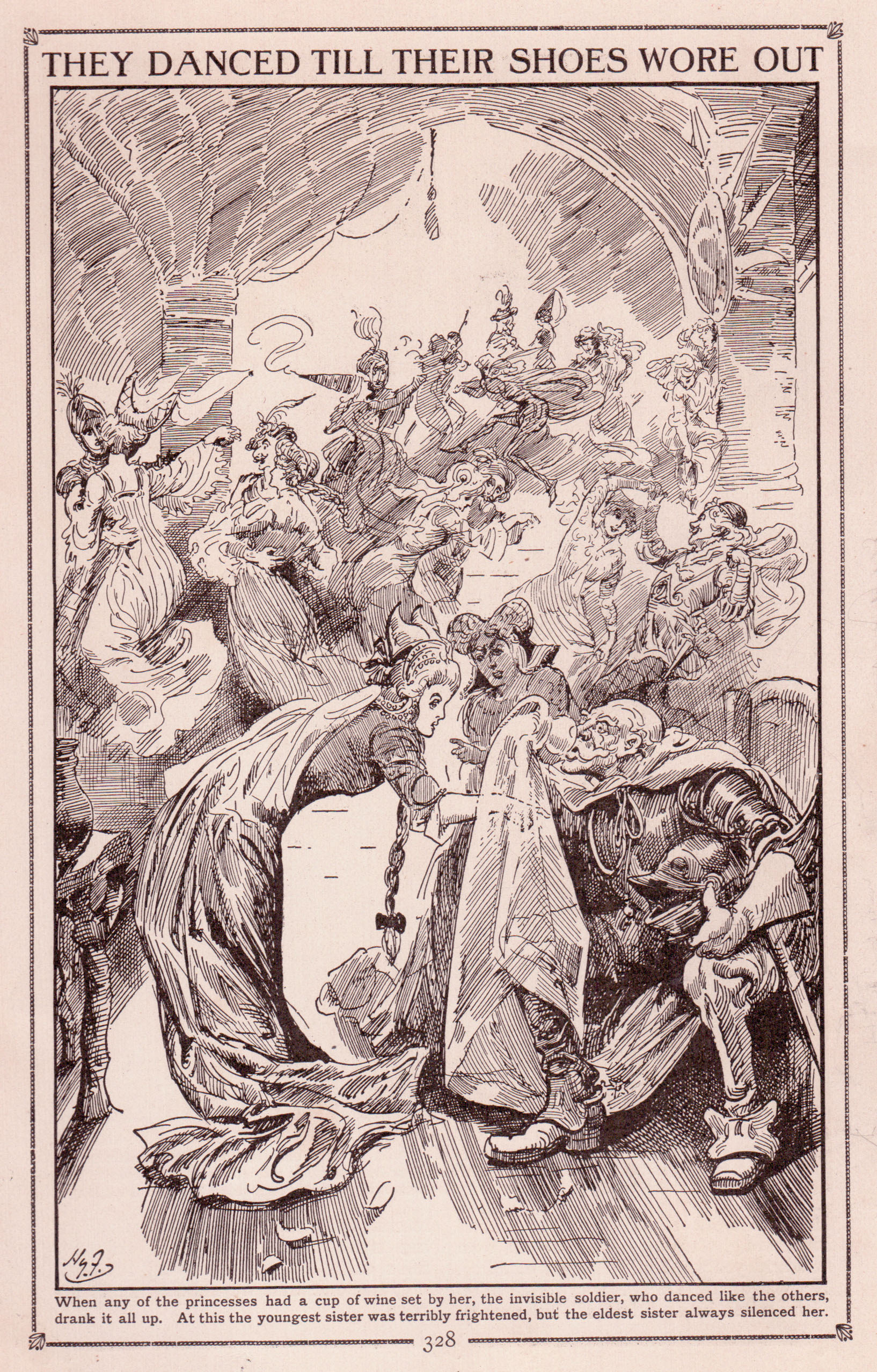
Illustration von Elenore Abbott, 1912

Viele Märchen der Brüder Grimm drehen sich darum, dass ein oft einfacher Mann die Königstochter erhält, indem er eine bestimmte Aufgabe besteht oder ein Rätsel löst (KHM 4, 20, 134). Insofern ist der arme Soldat als Held nicht ganz untypisch (KHM 101, 116, 16a). Dass so einem Schwiegersohn dann besondere Steine in den Weg gelegt werden, wendet er hier vielleicht ab, indem er sich für die älteste Tochter entscheidet. Sie war es auch, die mit dem Schlaftrunk alle Bewerber ausschaltete (KHM 93, 113, 193). Die Jüngste dagegen ist oft die Liebste (KHM 62, 169). Sie ahnt, dass sie nicht zum Tanzen hätten gehen sollen, aber lässt sich von der Ältesten überreden. Das unterirdische Schloss, in das sie nachts gehen, stellt eine geheimnisvolle Anderswelt oder Unterwelt dar. Sehr häufig ist auch der Charakter der listigen Alten, wobei sie nicht immer wie hier gutartig ist (KHM 93, 122, 123). Märchenforscher Hans-Jörg Uther findet es unlogisch, dass die Töchter den Soldaten verachten und die verwunschenen Prinzen erlösen wollen, die dann noch einmal verwunschen werden. Auch Walter Scherf sieht Verlegenheitslösungen in der Heirat des alten Freiers mit der ältesten Tochter und der Verlängerung der Verwünschung der Prinzen, die darum Dämonen sein müssen. Sein Interpretationsansatz: Die Eskapaden der eingesperrten Töchter legen einen Tochter-Vater-Konflikt nahe (wie in AaTh 870: KHM 198; AaTh 510B: KHM 65; AaTh 301: KHM 91; AaTh 307, 507). In solchen Märchen wie denen vom dankbaren Toten steht der Held seinerseits in einem Sohn-Vater-Konflikt. Auch Verena Kast sieht die Töchter an Vaterdämonen gebunden.
Für Anthroposoph Rudolf Meyer zeigt das Märchen eine Willensprüfung: In einer entseelten Zivilisation werden Seelenkräfte aus dem Tagesablauf in astrale Welten abgedrängt, sollen aber ins Erdenleben herein getragen werden, und das braucht schon eine gewisse Lebenseinweihung. Laut Hedwig von Beit ist der einfache Soldat die im Gegensatz zum König unentwickelte Persönlichkeit. Seine Ursprünglichkeit findet Zugang zu unbewussten Geheimnissen. Die Wunde (des Wotan, Prometheus oder Amfortas) macht ihn zum Heiler. Für Ortrud Stumpfe ist er der bewusst für die Ordnung kämpfende, der gelernt hat, sich so mit den Dingen, die er ergründen will, zu verbinden, dass er unauffällig wird, ähnlich Friedel Lenz. Die böse Seite der Anima ist oft als unfreiwilliger Zwang dargestellt. Dass auch Dämonen Erlösung suchen, ist seltener. Heino Gehrts weist darauf hin, dass die erwähnten Metalle Kupfer, Silber und Gold für die Gestirne Venus, Mond und Sonne stehen, also eine Jenseitswelt darstellen, die die Beteiligten im Schlaf betreten, was an Somnambulie erinnert, die der Held also aufdeckt und bewusst macht. Auch die kaputten Schuhe weisen auf ein gestörtes Verhältnis zu Erde (zur Realität) hin.

## Varianten und Bearbeitungen

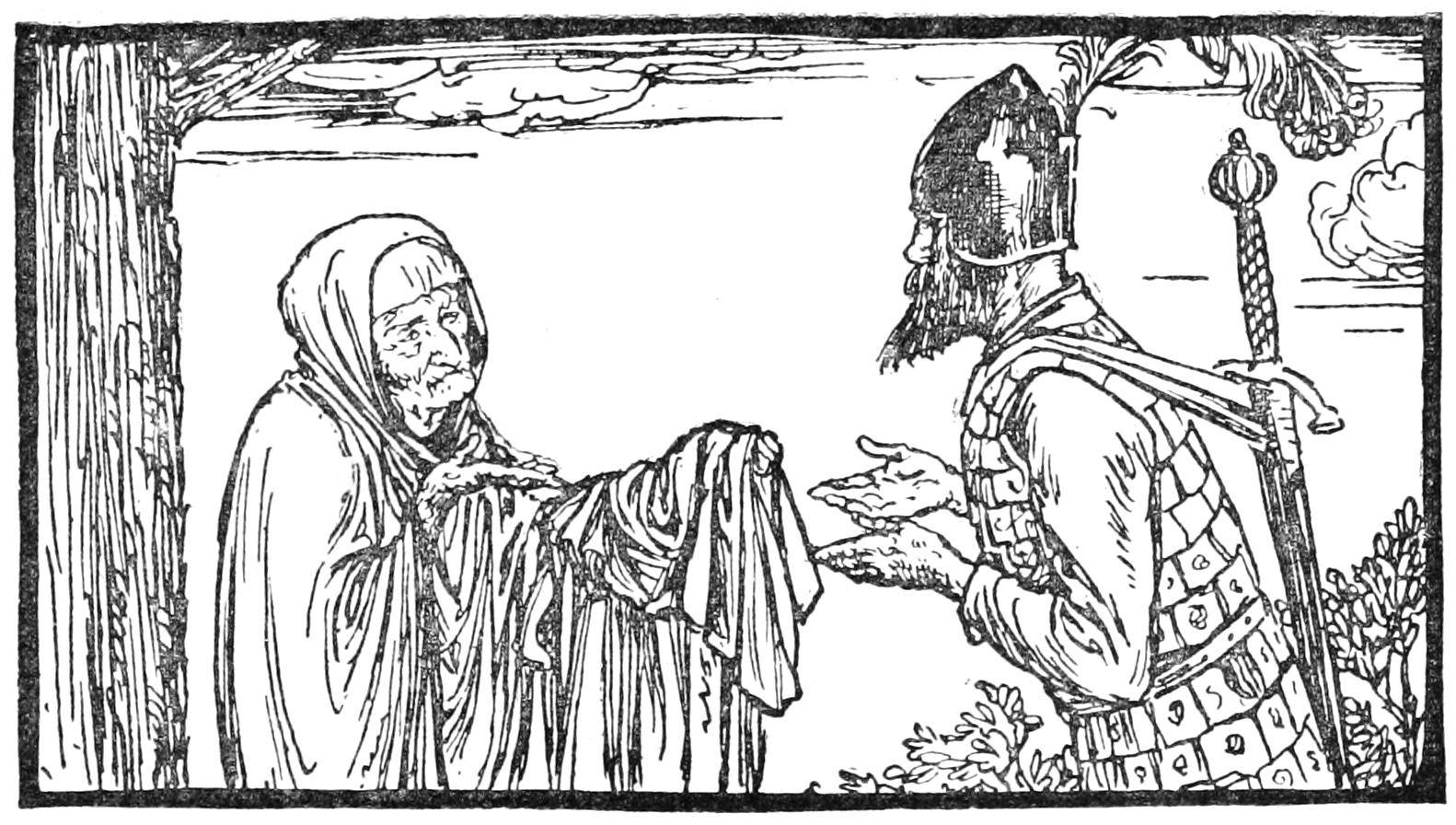
Illustration von Robert Anning Bell, 1912

Die englische Wikipedia nennt eine Variante Kate Crackernuts in Joseph Jacobs’ English Fairy Tales, 1890, das Motive des norwegischen Aschenputtel Kari Holzrock mit dem Märchen der nächtlich verschwindenden Prinzessin kombiniert. Des Weiteren ist das Kunstmärchen Die Zwölf Tanzprinzessinnen (Les Douze Princesses Dansantes, 1874) von Charles Deulin mit dem Grimmschen Stoff der zertanzten Schuhe befasst. Es entstammt Deulins Erzählungen des Königs Gambrinus. Eine russische Variante zum Märchen stammt von Alexander Nikolajewitsch Afanassjew.
Walter de la Mare bearbeitete das Märchen in Told Again (1927), Anne Sexton als Gedicht in Transformations (1971), Robin McKinley in der Sammlung The Door in the Hedge (1981), Jeanette Winterson als Sexing the Cherry (1989), Patricia A. McKillip in A Wolf at the Door (2000), Suzanne Weyn als Roman The Night Dance (2005), Juliet Marillier als Wildwood Dancing (2006), Jessica Day George als Princess of the Midnight Ball (2009), Heather Dixon als Entwined (2011), Genevieve Valentine als The Girls at the Kingfisher Club (2014), Sophie Kahn als Dancing Through the Night.
In einer dänischen Version von Svend Grundtvig (Band III, Nr. 3, S. 11–15), die aus Bornholm stammt und von dem Fräulein Elise Lindberg aufgezeichnet wurde sowie im Deutschen den Titel Die Prinzessin mit den zwölf Paar Goldschuhen erhielt, gelingt es einem jungen Mann, mit Hilfe eines Stocks, der Unsichtbarkeit verleiht, dem Geheimnis einer verzauberten Prinzessin auf den Grund zu gehen, die jede Nacht zwölf Paar Goldschuhe zerreißt. Dafür stellt er sich schlafend, um ihr, unsichtbar, über eine Treppe unter ihrem Bett, in die Unterwelt zu folgen, wo sie einen silbernen, einen goldenen und einen diamantenen Wald durchqueren sowie einen See überfahren, an dessen anderem Ufer ein Schloss steht. In diesem isst die verzauberte Prinzessin erst mit einem Troll und tanzt dann zwölf Tänze mit diesem, wobei sie jedes Mal ein Paar goldene Schuhe zerreist. Später tötet der junge Mann den Troll, woraufhin er mit dessen Blut die drei Wälder erlöst, die verzauberte Königreiche sind, zu deren König er wird, und die ebenfalls erlöste Prinzessin heiratet. In einer weiteren dänischen Version aus Evald Tang Kristensens Sammlung dänischer Volksüberlieferungen tanzt die Prinzessin mit zwölf kleinen schwarzen Männern. Diese unter AaTh 935 + 306 einzuordnende Version wurde 1874 von Kristensen nach dem Junggesellen Jens Pedersen in der Gemeinde Ørre, Westjütland aufgezeichnet und trägt im Deutschen den Titel Zwölf schwarze Männer und zwölf Paar Schuhe.
Der silberne, goldene und diamantene Wald sowie der See in der Unterwelt sind auch Teil einer rumänischen Version von Petre Ispirescu. In dieser zertanzen zwölf verwunschene Prinzessinnen jede Nacht zwölf Paar Schuhe, doch werden sie durch die starke Liebe eines Jünglings zur jüngsten Königstochter, die diese erwidert, erlöst, woraufhin eine Hochzeit veranstaltet wird. Der deutsche Titel lautet Die zwölf Prinzessinnen und das verwunschene Schloss.
In dem Werk Volksdichtung aus dem Kainachtal (Voitsberg 1935) von Walter Kainz findet sich unter dem Titel Der silberne, der goldene und der gläserne Berg eine Version, die die Märchentypen ATh 306: Die zertanzten Schuhe und 307: Die Prinzessin im Sarg verbindet. In dieser folgt ein Ritter einer Königstochter über drei Berge aus Gold, Silber und Glas zum Teufel, mit dem er sie tanzen sieht. Als der König seine Tochter daraufhin zur Rede stellen will, fällt sie tot um, jedoch springt sie dann immer um Mitternacht für eine Stunde als Teufel aus dem Sarg und ermordet Soldaten. Der Ritter legt sich schließlich in den Sarg der Besessenen, während diese ihn sucht, sodass sie selbst sich dann nicht wieder hineinlegen kann. Sogleich ist sie erlöst, woraufhin sie den Ritter heiratet, der zudem das halbe Königreich bekommt.

## Bühnenstücke

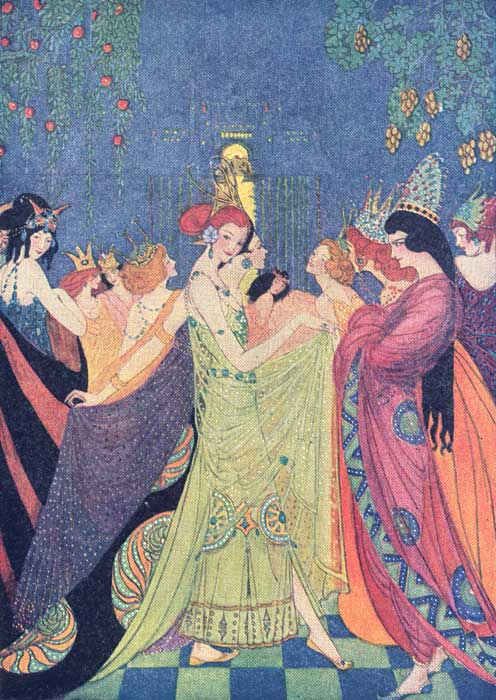
Illustration von Elenore Abbott, 1920

- Die zertanzten Schuhe, Eine heitere Märchen-Tanz-Pantomime in 4 Bildern, von Franz bei der Wieden 1941
- Die zertanzten Schuhe – Ein musikalisches Märchen für Kinder ab sechs Jahren und Erwachsene von Ueli Blum. Musik von Erich A. Radke. Uraufführung an der Landesbühne Niedersachsen Nord Wilhelmshaven, 2000
- Die zertanzten Schuhe Märchen mit viel Musik von Ueli Blum. Musik von Erich A. Radke. Neufassung von Kay Link. Verlag Felix Bloch Erben, Berlin 2013. Uraufführung am Theater der Jungen Welt Leipzig, November 2011
- Das Geheimnis der zertanzten Schuhe von Jan Patrick Faatz. Der Stoff wurde im Stil von Rapunzel neu verföhnt oder Die Eiskönigin neu überarbeitet. Uraufführung im Theater Sechseckbau in Kiel, November 2014.

## Verfilmungen
- 1966: Die zertanzten Schuhe, Filmproduktion der Augsburger Puppenkiste, BR Deutschland/Italien, s/w
- 1977: Die zertanzten Schuhe, DDR, DEFA-Fernsehfilm, Regie: Ursula Schmenger
- 1977: Das neunte Herz (Devate Srdce), ČSSR, Märchenfilm nach einem Märchen von Josef Hanzlík, Regie: Juraj Herz mit Ondrej Pavelka als der Student Martin, Anna Málová ist Tonka, die Tochter des Puppenspielers und Julie Juristová spielt die verblendete Prinzessin – eine hoffmanneske Variation zu Die zertanzten Schuhe
- 1978: The Dancing Princesses, Großbritannien, Fernsehfilm, Regie: Ben Rea (mit starken Änderungen am Inhalt)
- 1987: Gurimu Meisaku Gekijō, japanische Zeichentrickserie, Folge 22: Die zertanzten Schuhe
- 1998: Die drei müden Prinzessinnen, Tschechien, Spielfilm nach einem Märchen[21] von Charles Deulin und Märchenmotiven aus Die zertanzten Schuhe der Gebrüder Grimm, mit Matey Hádek als Peter, Tereza Grygárova als Prinzessin Lina, Sabina Králová als Prinzessin Klara, Sárka Ullrichová als Peters Prinzessin Maria
- 1999: Große Märchen mit großen Stars: Die zertanzten Schuhe, Deutschland, Regie: Peter Medak
- 2006: Barbie in: Die 12 tanzenden Prinzessinnen, USA, Animationsfilm mit Barbie in einen der Hauptrollen
- 2010: SimsalaGrimm, deutsche Zeichentrickserie, Staffel 3, Folge 37: Die zertanzten Schuhe
- 2011: Die zertanzten Schuhe, Deutschland, Märchenfilm der 4. Staffel aus der ARD-Reihe Sechs auf einen Streich, Regie: Wolfgang Eissler mit Dieter Hallervorden